# Taratretis
Taratretis is een monotypisch geslacht van straalvinnige vissen uit de familie van schollen (Pleuronectidae).

## Soort
- Taratretis derwentensis Last, 1978